# Felsőkálinfalva
Felsőkálinfalva (románul: Călinești) falu Romániában, Máramaros megyében, a történeti Máramarosban.

## Fekvése
Máramarosszigettől 21 kilométerre délre, a Kaszó partján fekszik. A község 4709 hektáros területéből 2739 hektár kaszáló, 1235 szántó, 686 erdő és 679 legelő.

## Nevének eredete
Először 1387-ben, Vrdugkaloufalva (= Ördögkalófalva) néven említik, de 1405-ben már Kalinfalva. Valószínű, hogy mint a környék több falvát, ezt is az alapító kenézről nevezték el. A két korai adat alapján ő románul a Călin (ma is élő román férfinév a 'kányafa' jelentésű, szláv eredetű közszóból), magyarul pedig a hasonló hangzású Kaló (a Kálmán változata) nevet viselhette. Előtagja, amely az igen távol fekvő Alsókálinfalvától különbözteti meg, későn, valószínűleg a megyei közigazgatásban és csak magyarul terjedt el.

## Története
A 14. század végén a kaszói kenézséghez tartozott. 1493 után beolvadt a szomszédos Komorzánfalva. Román kisnemesi falu volt, családjai (Jurca, Șandor, Șerba, Nemeș stb.) az alapító kenézcsaládból származtak el. 1720-ban húsz nemesi telket írtak össze benne. Görögkatolikus egyházának anyakönyvei 1766-tól kezdve maradtak fenn. Az egyház iskolájáról 1848-ból való az első említés. 1865-ben Iosif Man/Mán József főispán kezdeményezésére Máramaros vármegye ruszin és román vezetői tartottak értekezletet a Iura család kúriájában. Megállapodtak, hogy az uralkodótól feliratban kérik egy román tanítóképezde felállítását és a máramarosszigeti görögkatolikus gyülekezet kettéosztását egy ruszin és egy román parókiára. Elhatározták azt is, hogy a következő pesti országgyűlésre a várnegye két magyar, két ruszin és két román követet jelöl majd. 2002 előtt lakóinak 60%-át a faipar foglalkoztatta, de üzemei azóta megszűntek. Azon kevés, 1949-ig görögkatolikus lakosságú román falu közé tartozik, ahol a lakosság többsége 1989 után visszatért korábbi felekezetéhez.
1910-ben 1778 lakosából 1638 volt román és 133 német (jiddis) anyanyelvű; 1638 görögkatolikus és 134 zsidó vallású.
2002-ben 1528 lakosából 1523 volt román nemzetiségű; 1129 görögkatolikus, 241 ortodox és 26 pünkösdi vallású.

## Látnivalók
- A keleti Căieni falurészben, a temető dombján áll az Istenanya születése görögkatolikus fatemplom. Eredeti formájában 1630 és 1663 között épült, sokszög záródású apszisból, hajóból és négyszög alapú narthexből állt. A 19. század elején erősen átalakították: északi falát három méterrel kijjebb, fenyőgerendákból építették újra (a templom többi része tölgyfából épült). Déli oldalán ugyanekkor szokatlanul nagy kapuzatot nyitottak. Új, megmagasított, de egyszeres fedélszéket készítettek, miáltal a torony igen alacsonynak tűnik, holott eredetileg arányos volt a templom többi részeivel. Ikonosztázát és a belső falakat 1764-ben Alexandru Ponehalschi festette ki.
- A felszegi (Susani) Istenanya elszenderülése görögkatolikus fatemplom 1785-ben épült. Háromkaréjos alaprajza Máramarosban szokatlan és egyértelműen moldvai hatás. Fedele kétereszes. Belső festése textilre készült, sajnos nagyobb részét eltávolították. Ikonosztázát Nicolae Cepschin készítette 1788-ban.

## Fényképek

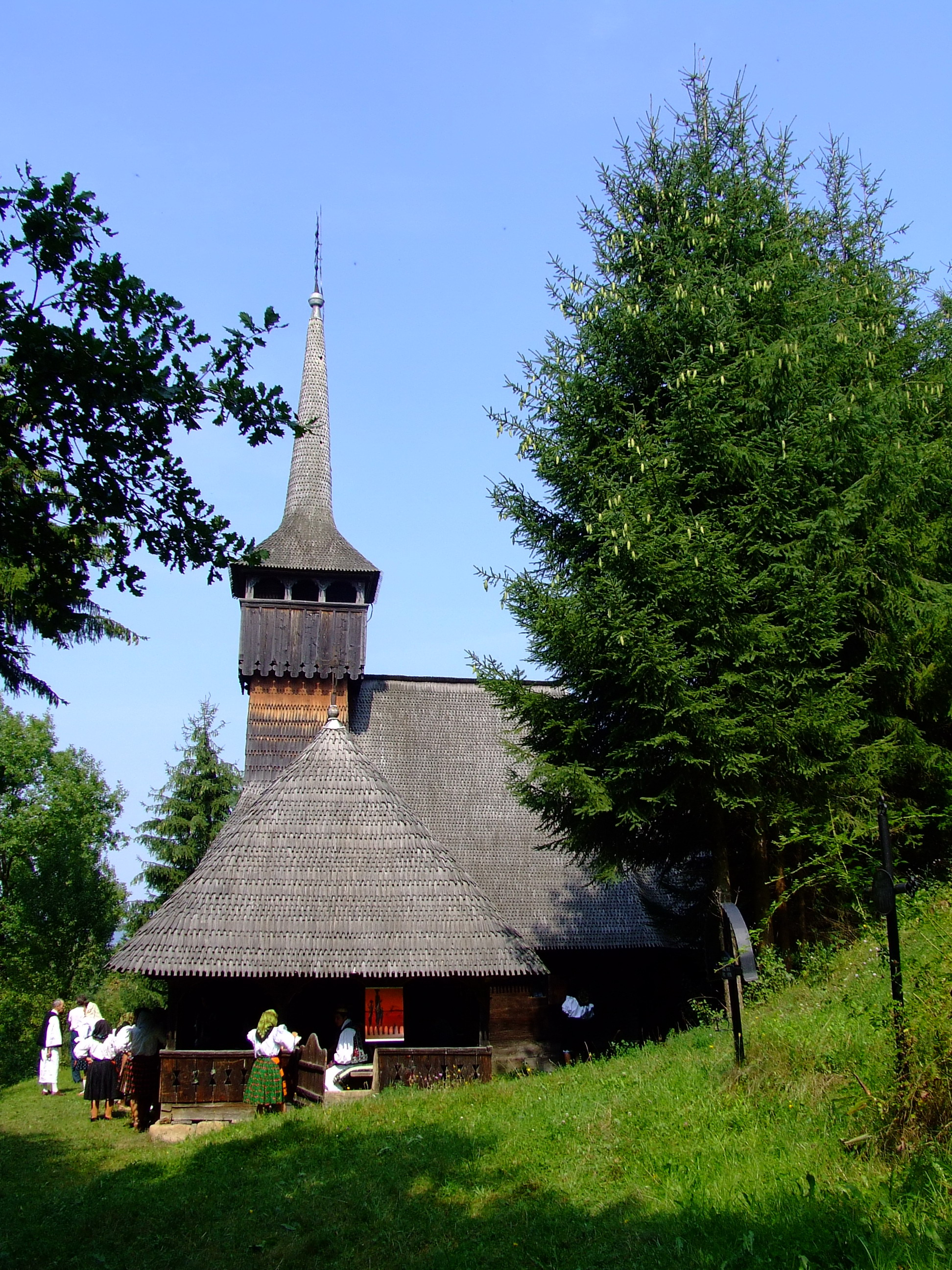
Az Istenanya születése fatemplom
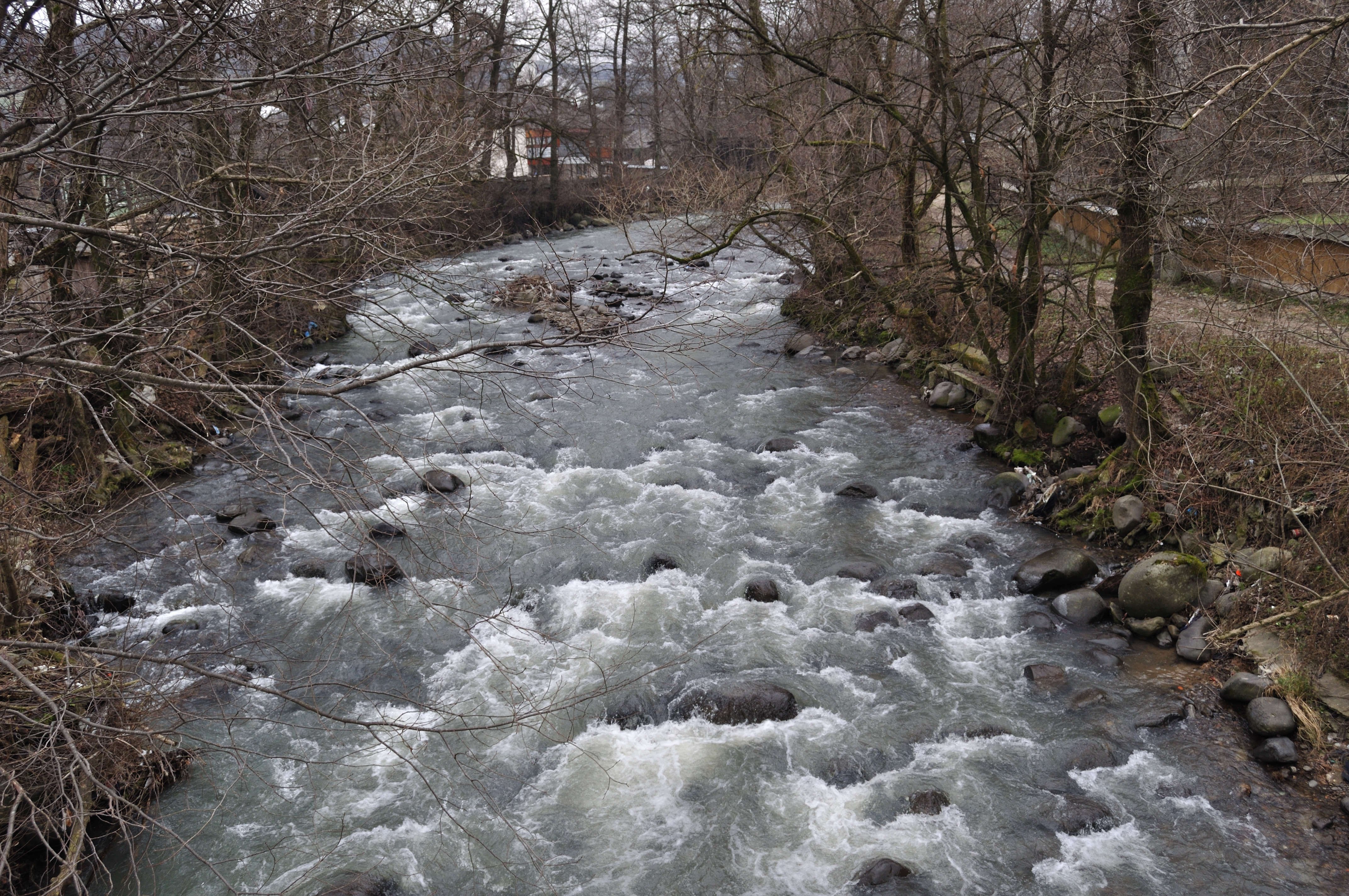
A Kaszó Felsőkálinfalvánál
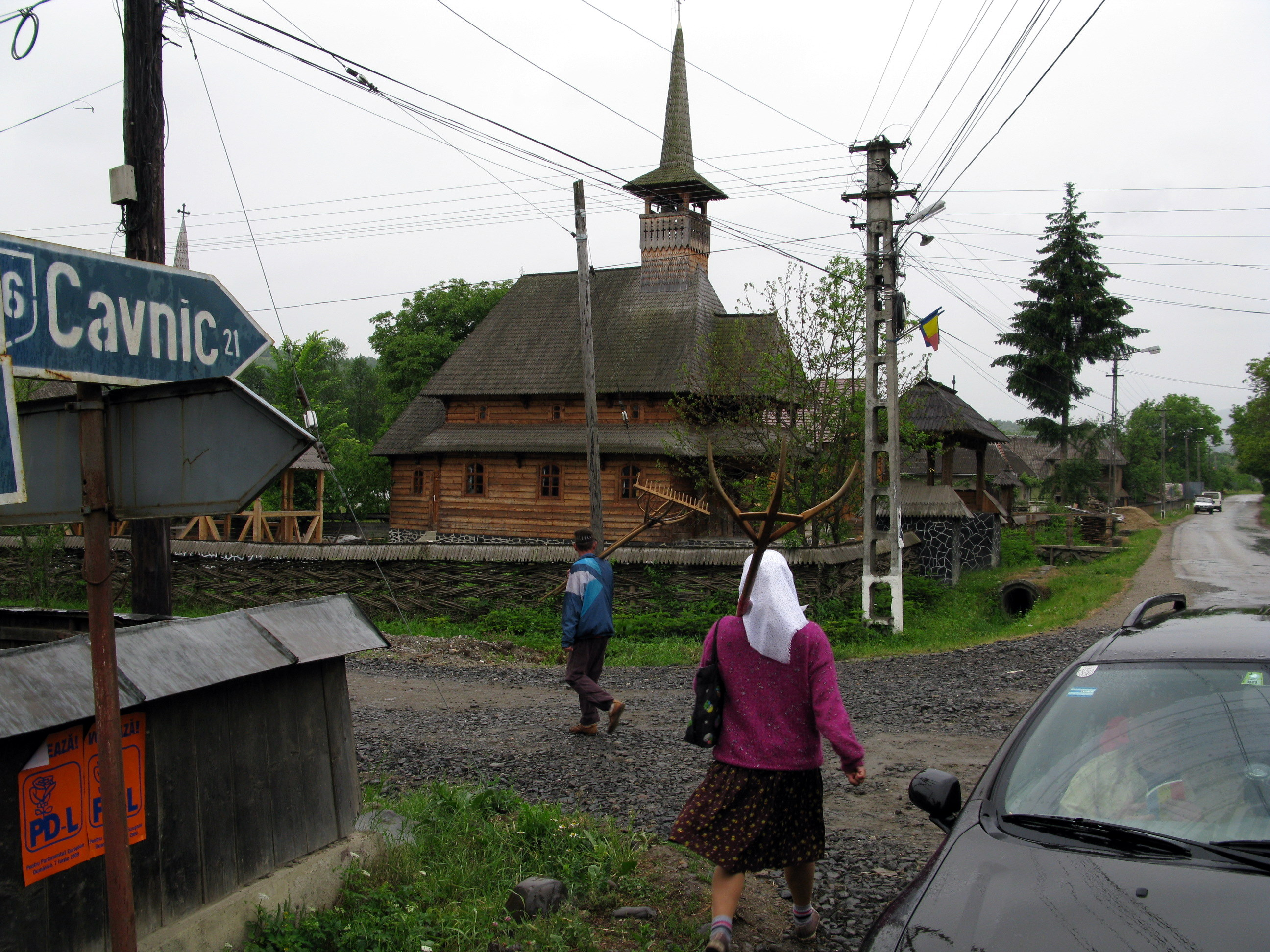
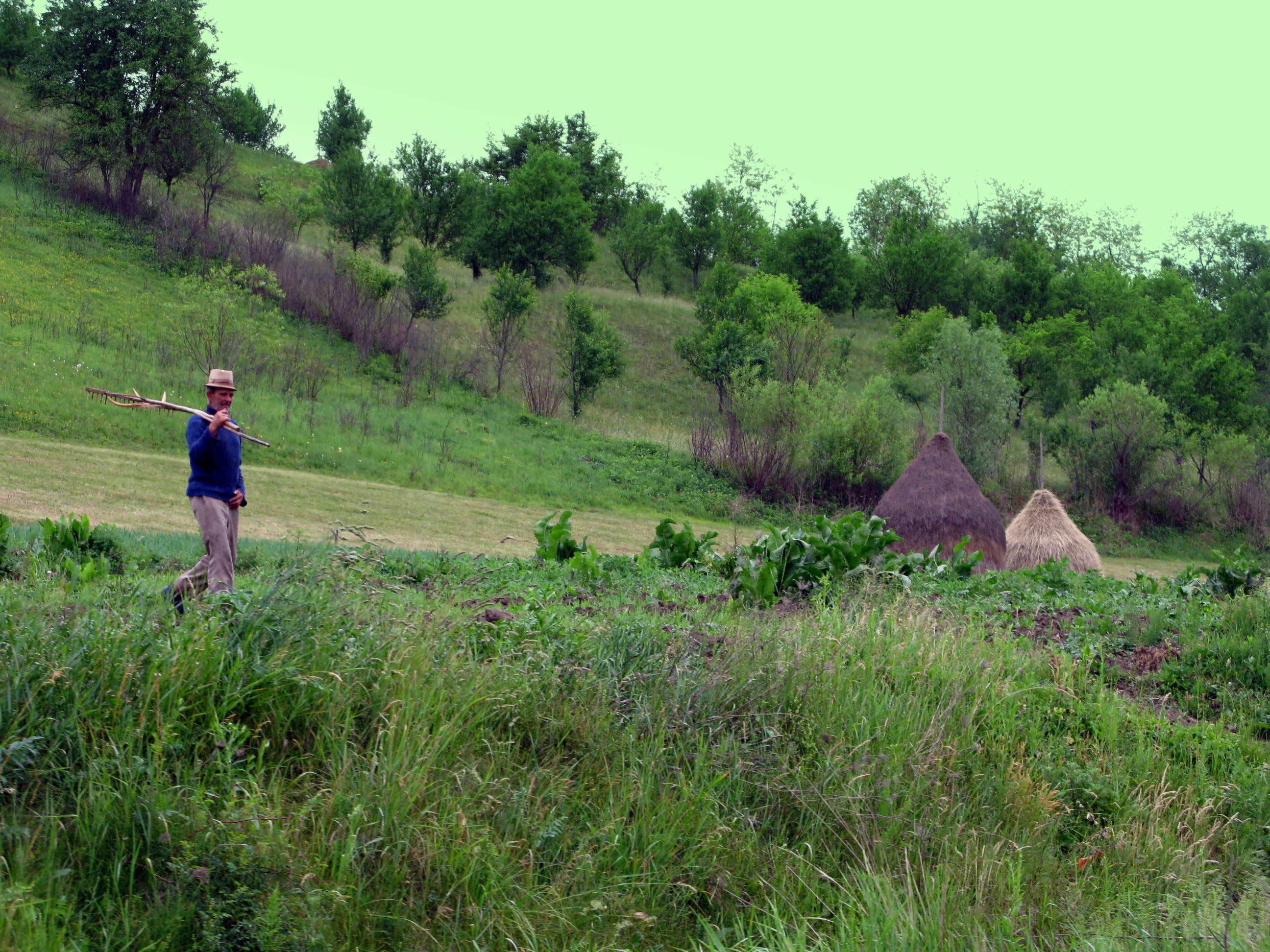
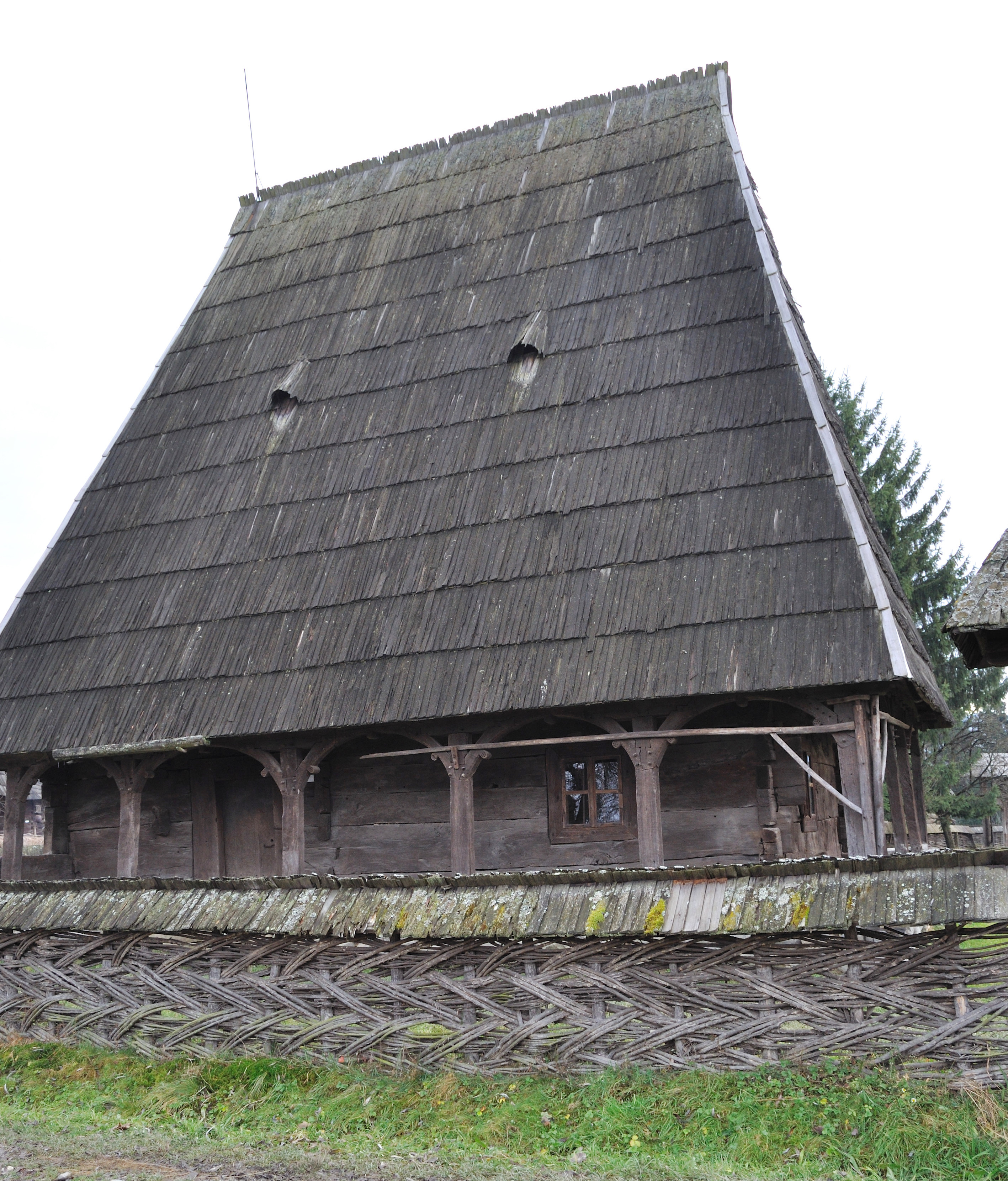
A Tivadar család egykori háza a máramarosszigeti falumúzeumban
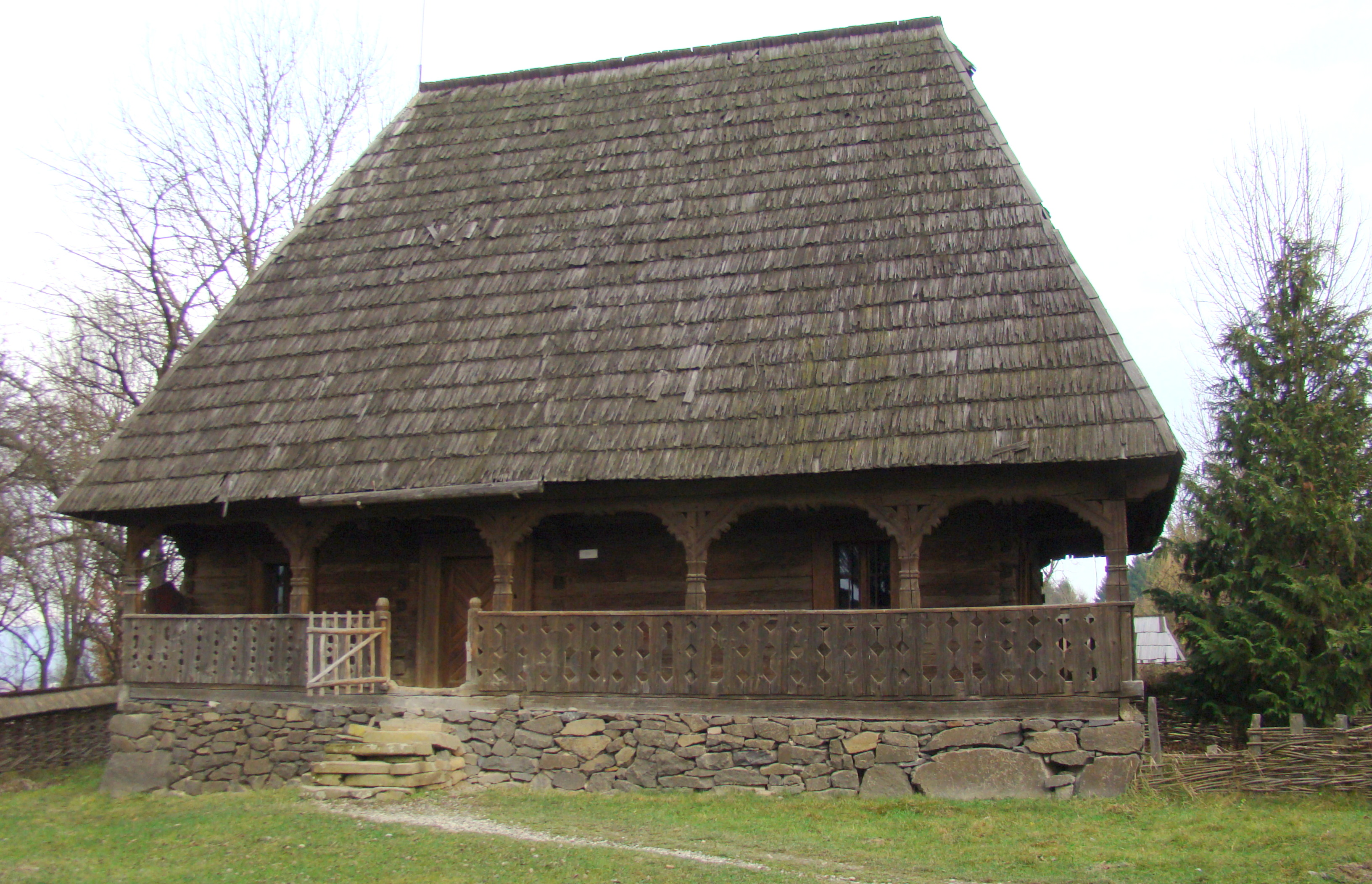
Az Ilea család egykori háza ugyanott
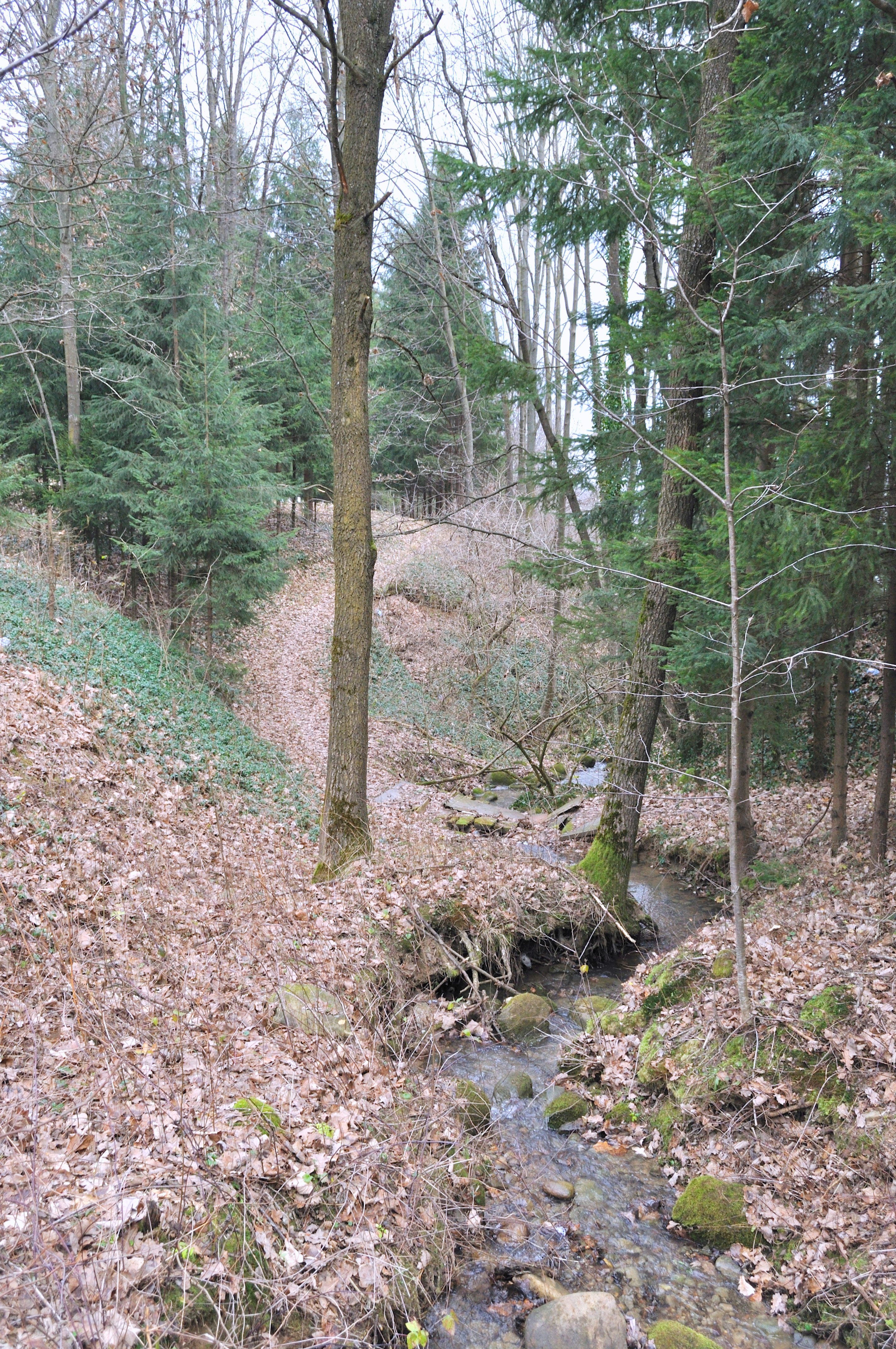